# Artur Szewczyk
Artur Szewczyk (ur. 26 czerwca 1905 w Łodzi, zm. 24 grudnia 1973 w Londynie) – polski działacz socjalistyczny i niepodległościowy, urzędnik samorządowy i konsularny.

## Życiorys
Od 1929 urzędnik Zarządu Miejskiego w Łodzi. Działacz łódzkiego oddziału Związku Lokatorów i Sublokatorów. 
Od 1927 członek władz łódzkiej organizacji OM TUR, w 1932 członek Komitetu Centralnego OM TUR. 
Członek Polskiej Partii Socjalistycznej w Łodzi. Od 1933 sekretarz, od 1936 wiceprzewodniczący, a od 1937 przewodniczący Okręgowego Komitetu Robotniczego PPS w Łodzi. Od 1934 do 1939 członek Rady Naczelnej PPS. Od 1938 do 1939 wiceprezydent Łodzi. 
W czasie wojny więzień obozów sowieckich (1939–1941). Po amnestii delegat Delegatury Ambasady RP w Czelabińsku (1942). Aresztowany i skazany na karę śmierci. W 1943 deportowany z ZSRR. Po wojnie zamieszkał w Londynie. Wiceprezes Związku Robotników i Rzemieślników w Wielkiej Brytanii. 
Działacz Polskiej Partii Socjalistycznej na emigracji. Jeden z najbliższych współpracowników Zygmunta Zaremby. Od 1948 do 1952 sekretarz Rady Partyjnej PPS, od 1952 członek Centralnego Komitetu Zagranicznego PPS. Od 1959 jego wiceprzewodniczący, a od 1961 przewodniczący CKZ PPS. Od 1968 do 1973 przewodniczący Rady Centralnej PPS.